# Gekkota
I Gechi Cuvier, 1817 sono un infraordine di sauri comprendente veri gechi, il geco comune, il tarantolino e delle altre specie senza arti.

## Tassonomia
L'infraordine comprende le seguenti famiglie:
- Gekkonidae Oppel, 1811
- Carphodactylidae Kluge, 1967
- Diplodactylidae Underwood, 1954
- Eublepharidae Boulenger, 1883
- Phyllodactylidae Gamble, Bauer, Greenbaum & Jackman, 2008
- Sphaerodactylidae Underwood, 1954
- Pygopodidae Boulenger, 1884